# Byeon Gyeong-ja
Byeon Gyeong-Ja (em coreano:  변 경자; 6 de janeiro de 1956) é uma ex-jogadora de voleibol da Coreia do Sul que competiu nos Jogos Olímpicos de 1976.
Em 1976, ela fez parte da equipe sul-coreana que conquistou a medalha de bronze no torneio olímpico, no qual atuou em cinco partidas.